# No Rain

«No Rain» (en español: «Sin lluvia») es es título de una canción interpretada por la banda de rock estadounidense Blind Melon. Se lanzó en 1993 como el segundo sencillo de su álbum debut de estudio homónimo, Blind Melon (1992). Esta se convirtió en un éxito a nivel mundial, y debido a eso es la canción más exitosa y popular de la banda. Llegó a ingresar en los primeros veinte en el Reino Unido y en el Billboard Hot 100 de los Estados Unidos, mientras que se alzó con la primera posición en las listas de música rock de Billboard, Album Rock Tracks y Modern Rock Tracks respectivamente. Las mejores registros a nivel internacional, se dieron en Canadá alcanzando el puesto número uno y el número ocho en Australia.
El video musical muestra a una chica abeja "Bee Girl" encarnada por Heather DeLoach.

## Videoclip
El video musical fue dirigido por Samuel Bayer; comienza con una niña llevando un traje de abeja, cuando termina de bailar, se encuentra ante risas, lo cual hace que reaccione llorando y saliéndose del escenario.
La canción empieza a sonar y el video entremezcla escenas de la historia de la inocente niña Abeja e imágenes del grupo en un campo de hierba verde.
En el punto de la canción que el cantante Shannon Hoon repite la línea escape, la niña abeja ha descubierto un campo verde detrás de una imponente y gran puerta. Cuando abre la puerta, se encuentra la agradable imagen de otra Gente Abeja como ella misma.

## Posicionamiento en listas
| Listas (1993–1994)                     | Mejor posición |
| -------------------------------------- | -------------- |
| Alemania (Media Control AG)            | 76             |
| Australia (ARIA)                       | 8              |
| Austria (Ö3 Austria Top 40)            | 29             |
| Bélgica (Flandes) (Ultratop 50)        | 31             |
| Canadá (RPM Top Singles)               | 1              |
| EE. UU. (Billboard Hot 100)            | 20             |
| EE. UU. (Billboard Album Rock Tracks)  | 1              |
| EE. UU. (Billboard Modern Rock Tracks) | 1              |
| EE. UU. (Billboard Top 40 Mainstream)  | 4              |
| Eurochart Hot 100                      | 53             |
| Irlanda (IRMA)                         | 24             |
| Nueva Zelanda (Recorded Music NZ)      | 15             |
| Países Bajos (Dutch Top 40)            | 26             |
| Reino Unido (UK Singles Chart)         | 17             |

| País   | Lista (1993)    | Posición |
| ------ | --------------- | -------- |
| Canadá | RPM Top Singles | 17       |

| País      | Lista (1994)       | Posición |
| --------- | ------------------ | -------- |
| Australia | ARIA Singles Chart | 85       |

### Certificaciones
| País        | Organismo certificador | Certificación | Ventas  | Ref.   |
| ----------- | ---------------------- | ------------- | ------- | ------ |
| Australia   | ARIA                   | Oro           | 35 000  | [ 15 ] |
| Reino Unido | BPI                    | Plata         | 200 000 | [ 16 ] |

### Sucesión en listas
| Anterior: «My Sister» de The Juliana Hatfield Three «Soul to Squeeze» de Red Hot Chili Peppers | Modern Rock Tracks — Sencillo N.º 1 18 de septiembre de 1993 — 24 de septiembre de 1993 2 de octubre de 1993 — 15 de octubre de 1993 | Siguiente: «Soul to Squeeze» de Red Hot Chili Peppers «Heart-Shaped Box» de Nirvana |
| Anterior: «Peace Pipe» de Cry of Love                                                          | Album Rock Tracks — Sencillo N.º 1 9 de octubre de 1993 — 22 de octubre de 1993                                                      | Siguiente: «Stick It Out» de Rush                                                   |
| Anterior: «I'd Do Anything for Love (But I Won't Do That)» de Meat Loaf                        | RPM Top Singles — Sencillo N.º 1 13 de noviembre de 1993 — 19 de noviembre de 1993                                                   | Siguiente: «All That She Wants» de Ace of Base                                      |